# Den lilla sjöjungfruns äventyr
Den lilla sjöjungfruns äventyr är en tecknad TV-serie som producerades av Fuji Television under det tidiga 1990-talet och är baserad på Hans Christian Andersens saga om Den lilla sjöjungfrun.
Serien följer den unga, blonda sjöjungfrun Marina som strävar efter att bli människa så hon kan leva ihop med sin kärlek, prins Justin.
I Sverige har TV-serien bland annat visats på KTV, TV3 och Fox Kids samt givits ut på VHS med svenskt tal.

## Figurer
- Marina: En sjöjungfru som är seriens huvudperson. Efter att ha räddat livet på prins Justin av Gandor förälskar hon sig i honom och önskar att bli människa.
- Prins Justin: Prins av Gandor och Marinas pojkvän.
- Chauncey: Prins Justins lojale page.
- Anselm: Prins Justins lärare och i hemlighet en magiker som en gång var förälskad i Hedwig.
- Ridley: Anselms kompanjon som är en havsutter. Han har något av en sarkastisk attityd.
- Winnie: En sjöhäst och Marinas vän. Hon kan skrika mycket höga volymer och orsaka andra att tappa medvetandet.
- Bobo: En clownfisk och Marinas vän. Han har omfattande kunskaper om forntida legender.

### Skurkar
- Hedwig: En sjöhäxa som agerar som huvudskurken i serien. Hon var en gång en trollkvinna som var kär i Anselm tills hennes hunger efter makt tvingade Anselm att bannlysa henne till havs. Hon kommer på ständigt på nya planer för att fånga Marina och Justin för att byta ut dem mot kraftens amulett.
  - Duhdlee: Hedwigs korkade hammarhaj och hantlangare. Trots att han befinner sig på den onda sidan har han egentligen ett gott hjärta.
  - Hugo: Hedwigs bläckfisk som agerar som hennes starka hand.
  - Manta: Hedwigs djävulsrocka. Han pratar inte mycket och agerar som hennes transportmedel.
  - Hajar och barracudor: Hedwigs lojala armé.
- Prins Lothar: Prins av Brakston (Gandors fiendeland) och Justins svurne fiende. Han arbetar ibland ihop med Hedwig.

## Svenska röster
- Louise Raeder
- Annelie Berg
- Vendela Duclos
- Gunnar Ernblad
- Irene Lindh
- Magnus Rongedal
- Per Sandborgh
- Peter Sjöquist
- Annica Smedius
- Maria Weisby

## Avsnittsguide
1. Return to the Sea
2. In the Wrong Hands
3. Water Water Everywhere
4. A Leopard and Her Spots
5. Lothar's Revenge
6. What's Cookin'?
7. Be Careful What You Wish
8. A Day In the Country
9. Safe Deposit
10. Sugar and Spice
11. A Friend Indeed
12. Song of the Sea Witch
13. The Valley of the Volcanoes
14. Quest for the Golden Tablet
15. A Case of Mistaken Identity
16. Beauty and the Beastly Prince
17. A Man's Beast Friend Is His Dogfish
18. A Mortal In Mermaid's Clothing
19. Nature Hike
20. My Bonnie Lies Under the Sea
21. The Trojan Seahorse
22. A Rose By Any Other Name
23. X Marks the Spot
24. One Man's Bread Is Another Man's Poison
25. Hold That Thought
26. Waste Not, Want Not